# Carnyx

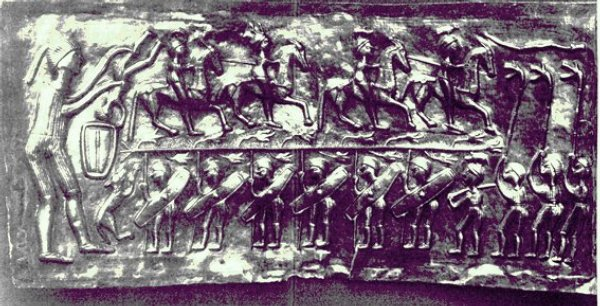
Relieve de una de las trece placas del caldero de Gundestrup. En la parte derecha pueden observarse tres intérpretes de carnyx.

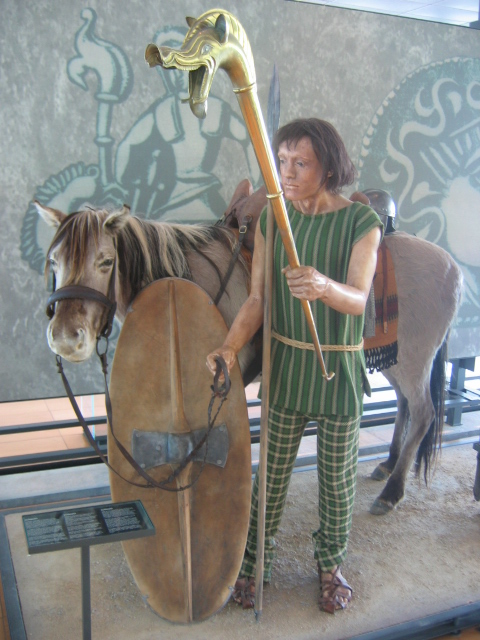
Maniquí que representa a un ayudante de campo del jefe heduo Dúmnorix portando un carnyx.

El carnyx o cárnix, también conocido como karnyx o karnix, fue un instrumento de viento de la Edad del Hierro Celta, desde 300 a. C. a 500 d. C. Era una especie de trompeta de bronce, suspendida verticalmente y con la campana en forma de cabeza de jabalí. Se utilizó en la guerra, probablemente para incitar a las tropas a la batalla e intimidar a los enemigos. El porte vertical del instrumento permitía que sus notas se elevaran por encima de las cabezas de los participantes en las batallas y ceremonias.

## Pruebas de su existencia

### En la escultura
El instrumento se conoce por representaciones en monedas y en particular desde el descubrimiento del caldero de Gundestrup.

### Literatura
El nombre se conoce a partir de fuentes textuales, se tienen noticias del carnyx por los ataques celtas a Delfos en 279 a. C., así como de las campañas de Julio César en la Galia y la invasión de Britania por parte de  Claudio. Diodoro Sículo en torno al 60 a. C.-30 a. C. dice:

Sus nuevas trompetas son de un tipo peculiar bárbaro, que soplan en ellas y producen un sonido duro que se adapta al  tumulto de la guerra
Diodoro Sículo, Historias, 5,30

### Arqueología
Un ejemplo bien conservado es el Deskford Carnyx, que se encontró a orillas del Moray Firth en Aberdeenshire (Escocia) en 1816. Hasta 2004, sólo fragmentos de otros cuatro carnyx se habían preservado, pero en noviembre de ese año, arqueólogos descubrieron un depósito del siglo I a. C. de cinco carnyx bien conservados bajo un templo galo-romano en Tintignac (Corrèze, Francia). Cuatro de ellos tenían cabeza de jabalí, el quinto, parece ser una serpiente.

## En otras culturas
El carnyx no fue empleado exclusivamente por los celtas, sino que su uso está acreditado en Dacia y en varios relieves en la columna de Trajano como botín resultante de las guerras dacias. Puede que fuera un instrumento común en toda la Edad de Hierro en Europa.
Fue adoptado por los griegos, también bajo el nombre carnyx (κάρνυξ) y fue equivalente a la trompeta romana lituus. 

## Uso actual
La reconstrucción de la Deskford Carnyx fue iniciado por John Purser en 1991 y financiado conjuntamente por la Glenfiddich Living Scotland y los Museos Nacionales de Escocia. Además de John Purser como musicólogo, el equipo estaba integrado por el arqueólogo Fraser Hunter, el orfebre John Creed y el trombonista John Kenny. Después de 2000 años de silencio el reconstruido Deskford Carnyx se inauguró en el Museo Nacional de Escocia en abril de 1993.

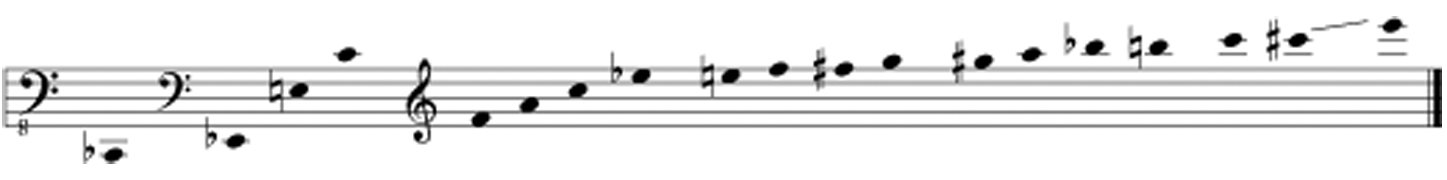
Notas del Deskford Carnyx.

En 1993, John Kenny se convirtió en la primera persona en tocar el carnyx después de 2000 años y desde entonces ha impartido clases e interpreta con el instrumento internacionalmente, en salas de conciertos y en la radio, la televisión y el cine. En la actualidad tiene numerosas composiciones para el carnyx, publicando varios CD, y el 15 de marzo de 2003 actuó en solitario ante un público de 65.000 personas en el Stade de France de París.
Junto con John Purser, solo hay otra persona en el mundo que ha decidido reconstruir este instrumento milenario. Abraham Cupeiro (Sarria, 1980) es un músico multinstrumentista  que ha dedicado 378 horas a reconstruir, en latón, esta trompeta de guerra utilizada en la Edad del Hierro Celta. En 2015 Cupeiro lanzó junto con Vadnim Yucknevich el disco “Compromiscuo”, en donde se pueden encontrar fusiones entre la música étnica, la clásica y el jazz, y en donde es posible escuchar sonidos tan dispares como los procedentes del karnyx, así como del cornetto o el bayan.